# مقیاس اسکویل

ساختار شیمیایی کاپسیسین

مقیاس اسکویل (به انگلیسی: Scoville scale) مقیاسی برای سنجش میزان تندی فلفل تند است که به‌صورت واحد تندی اسکویل (SHU) و بر مبنای غلظت ترکیبات کاپسیسین مانند موجود در فلفل که مهم‌ترین آن‌ها خود کاپسیسین است، بیان می‌شود. نام‌گذاری این مقیاس بر اساس نام ابداع کننده آن، ویلبر اسکویل، یک داروساز آمریکایی، صورت گرفته‌است. سنجش تندی توسط آزمایش ارگانولوپتیک اسکویل که در سال ۱۹۱۲ ابداع شد انجام می‌شود.
روش جایگزین دیگری وجود دارد که با استفاده از کروماتوگرافی مایع با عملکرد بالا می‌تواند میزان کاپسیسین موجود را به صورت کمی اندازه گرفته و به عنوان شاخص تندی ارائه نماید. از سال ۲۰۱۱ بعد این روش که مستقل از قضاوت مصرف‌کننده می‌باشد، جایگزین روش قبلی گردید.

## یکاهای سنجش تندی غذا
از سال دهه ۱۹۸۰ به بعد، میزان تندی ادویه‌ها به صورت کمی توسط روش کروماتوگرافی مایع با کارایی بالا (HPLC) سنجیده شده‌است. این روش در واقع غلظت ترکیب گرمازای کاپسیسینوید (که غالباً ترکیب کاپسیسین قسمت اصلی آن را تشکیل می‌دهد) را اندازه می‌کند. همانگونه که در یکی از ارزشیابی‌های این روش ذکر شده‌است، HPLC یکی ار روشهای قابل اطمینان، سریع و مؤثر در اندازه‌گیری کاپسیسینوید است که نتایج حاصل از آن را می‌توان با ضرب کردن عدد ۱۶ در غلظت این ترکیب در هر میلیون ذره به یکای کرمای اسکویل تبدیل کرد. نتایج HPLC این امکان را می‌دهد تا قابلیت تولید گرمای حس شده از ماده کاپسیسین (تندی) اندازه‌گیری شود.

## رتبه‌بندی اسکویل
| واحدهای حرارتی اسکویل | مثال‌ها                                                                       |
| --------------------- | ---------------------------------------------------------------------------- |
| 1,500,000–3,000,000+  | Most law enforcement grade افشانه فلفل، فلفل اکس، کارولینا ریپر، نفس اژدها   |
| 750,000–1,500,000     | Trinidad moruga scorpion, Naga Viper pepper, فلفل تند بینهایت، فلفل شبح      |
| 350,000–750,000       | Red savina habanero                                                          |
| ۱۰۰٬۰۰۰–۳۵۰٬۰۰۰       | هابانرو، Scotch bonnet pepper, Peruvian white habanero, Guyana Wiri Wiri     |
| 50,000–100,000        | Byadgi chilli, Bird's eye chili (a.k.a. Thai chili pepper), Malagueta pepper |
| 25,000–50,000         | Guntur chilli, Cayenne pepper                                                |
| 10,000–25,000         | Serrano pepper, Aleppo pepper, Cheongyang chili pepper                       |
| 2,500–10,000          | Espelette pepper, هالاپینو، New Mexican varieties of Anaheim pepper          |
| 1,000–2,500           | Anaheim pepper, Poblano pepper                                               |
| ۱۰۰–۱٬۰۰۰             | فلفل موزی، Cubanelle                                                         |
| ۰–۱۰۰                 | فلفل دلمه‌ای، Pimento, فلفل موزی                                              |